# JID (rapper)
JID (stilizzato anche J.I.D.), pseudonimo di Destin Choice Route (Atlanta, 31 ottobre 1990), è un rapper statunitense, sotto contratto con la Interscope e la Dreamville di J. Cole.

## Biografia
Nato e cresciuto a East Atlanta, è il più giovane dei sette figli di Carl Louis Route Jr. e Kathy Jean Route. Entra alla Hampton University con una borsa di studio per giocare nella squadra di football americano. Nel 2012 lascia l'università per avventurarsi nel mondo della musica hip hop, inizia ad avvicinarsi al collettivo Spillage Village, a produrre qualche mixtape e ad andare in tournée con Ab-Soul, EarthGang e Omen (2014-2016). Nel 2015 pubblica il suo primo EP, DiCaprio. Emerge dalla scena musicale di Atlanta concentrandosi sulla qualità dei testi delle canzoni e distanziandosi dalla trap: nel 2017 firma con la Dreamville di J. Cole, pubblicando il suo primo album The Never Story ed esibendosi nel tour mondiale di 4 Your Eyez Only.
Nel giugno 2018 viene incluso nella XXL's 2018 Freshman Class, la lista annuale dei 10 migliori rapper emergenti. Negli ultimi giorni di novembre dello stesso anno, J.I.D pubblica DiCaprio 2, seguito del suo EP di tre anni prima: il suo secondo disco in studio ottiene il plauso universale di pubblico e critica, venendo incluso in diverse liste dei migliori album hip hop del 2018 nonostante sia uscito a fine anno. Nel 2019 collabora nel brano Getting Started (Hobbs & Shaw) di Aloe Blacc realizzato per il film Fast & Furious - Hobbs & Shaw. L'anno seguente collabora nell'album Spilligion come membro di Spillage Village.
Nel 2021 annuncia l'arrivo del nuovo album in studio intitolato The Forever Story. Partecipa al brano Not My Problem di Dua Lipa, contenuto nella riedizione del suo secondo album in studio e alla canzone Options inclusa nell'album Planet Her di Doja Cat. Ad ottobre esce il singolo Enemy, in collaborazione con Imagine Dragons che, a livello di classifiche e vendite, diventa il brano più di successo a cui il rapper partecipa.
Il 14 gennaio 2022 pubblica Surround Sound, primo singolo tratto da The Forever Story e che vede la partecipazione di 21 Savage e Baby Tate, seguito da Dance Now il 9 agosto successivo, pubblicato in concomitanza con l'annuncio dell'uscita del disco per il 26 agosto, insieme alla copertina e alla tracklist. L'album, che vede la partecipazione di Kenny Mason, EarthGang, Lil Durk, Ari Lennox, Yasiin Bey, Lil Wayne, Johntà Austin, Ravyn Lenae ed Eryn Allen Kane e le produzioni di Thundercat, Kaytranada, BadBadNotGood e James Blake tra gli altri, è stato acclamato da critica e pubblico ed inserito in molte classifiche di fine anno come uno dei migliori dischi del 2022.

## Discografia

### Album in studio
- 2017 – The Never Story
- 2018 – DiCaprio 2
- 2022 – The Forever Story
- 2025 – God Does Like Ugly

#### Album collaborativi
- 2014 – Bears Like This (con Spillage Village)
- 2015 – Bears Like This Too (con Spillage Village)
- 2016 – Bears Like This Too Much (con Spillage Village)
- 2020 – Spilligion (con Spillage Village e EarthGang)

### Mixtape
- 2010 – Cakewalk
- 2011 – Cakewalk 2
- 2012 – Route of Evil
- 2013 – Para Tu

### EP
- 2014 – Lucky Buddha (con Money Makin' Nique)
- 2015 – DiCaprio
- 2023 – Blakkboyz Present Half Doin Dope/Van Gogh (con Lil Yachty)

### Singoli

#### Come artista principale
- 2015 – Underwear
- 2016 – Never
- 2017 – Bruuuh (solo o remix con Denzel Curry)
- 2017 – Hasta Luego
- 2018 – 151 Rum
- 2018 – Off Deez (con J. Cole)
- 2019 – Down Bad (con Dreamville, J. Cole, e EarthGang feat. Young Nudy)
- 2019 – Costa Rica (con Dreamville e Bas feat. Guapdad 4000, Reese Laflare, Jace, Mez, Smokepurpp, Buddy e Ski Mask the Slump God)
- 2020 – End of Daze (con Spillage Village e EarthGang feat. JurdanBryant, Mereba e Hollywood JB)
- 2020 – Baguetti (con Smino e Kenny Beats)
- 2020 – Baptize (con Spillage Village e EarthGang)
- 2021 – Ballads (feat. Conway the Machine)
- 2021 – Cludder
- 2021 – Skegee
- 2021 – Ambassel
- 2021 – Enemy (con Imagine Dragons)
- 2022 – Surround Sound (feat. 21 Savage e Baby Tate)
- 2022 – Talk About Me (con Dot da Genius, Denzel Curry e Kid Cudi)
- 2022 – Dance Now (con Kenny Mason)
- 2023 – Ma Boy (con Dreamville e Lute)
- 2024 – Fly Away (con Sheck Wes e Ski Mask the Slump God)

#### Collaborazioni
- 2016 – Can't Call It (Spillage Village feat. EarthGang, JID, J. Cole e Bas)
- 2017 – M.O.M. (Spillage Village feat. JID e Quentin Miller)
- 2017 – Meditate (EarthGang feat. JID)
- 2019 – Sandstorm (Mereba feat. JID)
- 2019 – Fried Rice (Bas feat. JID)
- 2020 – I Got Money Now (Deante' Hitchcock feat. JID)
- 2020 – Like Some Dream (Sirens Of Lesbos feat. JID)
- 2021 – Reaper (Boombox Cartel feat. JID)
- 2021 – Garden Party (Masego feat. Big Boi e JID)
- 2022 – Home (Remix) (Mike Dimes feat. JID)
- 2022 – Dope (John Legend feat. JID)
- 2022 – Lo Tengo (Trueno feat. JID)
- 2023 – Smoke Break-Dance (Mick Jenkins feat. JID)
- 2023 – Van Gogh (BlakkBoyz feat. JID e Lil Yachty)

## Tournée
- 2017/18 – Never Had Shit Tour (con EarthGang)
- 2019 – Catch Me If You Can Tour
- 2023 – Luv Is 4Ever Tour (con Smino)

### Come artista ospite
- 2015 – Elephant Eyes Tour (con Omen)
- 2016 – Too High to Riot Tour (con Bas)
- 2016 – I Told You Tour (con Tory Lanez)
- 2017 – 4 Your Eyez Only Tour (con J. Cole)
- 2018 – The Swimming Tour (con Mac Miller; cancellato)
- 2019 – Confessions of a Dangerous Mind Tour (con Logic)
- 2024 – American Dream Tour (con 21 Savage)
- 2024 – Fuel (con Eminem)